# Tarasivka, Ciornobai
Tarasivka (în ucraineană Тарасівка) este un sat în comuna Nove Jîttea din raionul Ciornobai, regiunea Cerkasî, Ucraina.

## Demografie
Componența lingvistică a localității Tarasivka
     Ucraineană (98,33%)
     Alte limbi (1,49%)
Conform recensământului din 2001, majoritatea populației localității Tarasivka era vorbitoare de ucraineană (98,33%), existând în minoritate și vorbitori de alte limbi.